# Mikhail Mishustin
Mikhail Vladímirovitch Mischústin (russo: Михаил Владимирович Мишустин; Moscou, 3 de março de 1966) é um economista e político russo, atual primeiro-ministro da Federação Russa desde 2020. Anteriormente, foi diretor do Serviço Fiscal Federal de 2010 até 2020.
Em 15 de janeiro de 2020, após a renúncia do seu antecessor, Dmitri Medvedev, Mischustin foi nomeado primeiro-ministro da Federação Russa pelo presidente Vladimir Putin. As audiências sobre sua nomeação foram realizadas na Duma do Estado em 16 de janeiro do mesmo ano.